# John Crawfurd
Dr. John Crawfurd (13 augustus 1783 - 11 mei 1868) was een Schotse arts, koloniaal ambtenaar, diplomaat en auteur. Hij is vooral bekend voor zijn werk over de Aziatische talen, de geschiedenis van de Indische Archipel en zijn rol in de stichting van Singapore. Hij was de laatste resident van Singapore voor deze functie werd vervangen door het ambt van gouverneur van de Straits Settlements.